# Freedb
freedb（フリーディービー）は、全てのファイルがGNU General Public Licenseで提供されているCDDBのデータベースである。2000年にCDDBが商用移行する際にCDDBよりフォークして生まれた。2006年4月24日現在、データベースは200万以上のCDがデータベース化されている。
2006年7月1日にプロジェクトの開発者の意見が不一致し、サービスが停止したが、2006年10月にMAGIXグループの協力によって再興した 。
その後、2020年3月31日をもってサービス終了することが告知され、全てのサービスが終了し、gnudb.orgへ自動的に転送されるようになっている。

## ソース
1. ↑  “Massive duplicate cleanup completed”. freedb. 2006年5月9日閲覧。
2. ↑  “freedb.orgの終焉”. Slashdot. 2006年7月3日閲覧。
3. ↑  “freedb.org”. freedb. 2006年10月4日閲覧。
4. ↑  “Freedb.org Returns to Life”. Slashdot. 2006年10月5日閲覧。
5. ↑  音楽CDのメタ情報を提供するCDDBサーバー“freeDB.org”が、3月31日で終了 - 2020年6月18日閲覧

## 関連リンク
- MusicBrainz